# چقدر منو دوست داری؟
چقدر منو دوست داری؟ (به انگلیسی: ? How Much Do You Love Me) (فرانسوی: ?Combien tu m'aimes ‎) یک فیلم کمدی رمانتیک فرانسوی به نویسندگی و کارگردانی برتران بلیه محصول سال ۲۰۰۵ است که در ۲۶ اکتبر ۲۰۰۵ در فرانسه و بلژیک اکران شد و اکران محدودی در ایالات متحده داشت. در ۱۸ مارس ۲۰۰۶. در بیست و هشتمین جشنواره بین‌المللی فیلم مسکو شرکت کرد که در آن بلیر جایزه جورج نقره‌ای بهترین کارگردانی را دریافت کرد.

## داستان
فرانسوا (برنار کومپون) که از بیماری قلبی رنج می‌برد یک شب وارد باری می‌شود و با دانیلا (مونیکا بلوچی) که یک فاحشه ایتالیایی است آشنا می‌شود. در پی این آشنایی ادعا می‌کند که به تازگی در بخت آزمایی ۵ میلیون یورو برنده شده‌است و به دانیلا پیشنهاد می‌کند در ازای زندگی با او ماهیانه ۱۰۰ هزار یورو حقوق بگیرد. دانیلا پیشنهاد فرانسوا را قبول می‌کند و همان شب به خانه او نقل مکان می‌کند. هر دو وانمود می‌کنند که به عنوان زن و شوهر با هم زندگی می‌کنند و در این حین به همدیگر علاقه‌مند می‌شوند، تا اینکه دانیلا فرانسوا را از حضور مرد دیگری به نام چارلی (ژرار دوپاردیو) در زندگیش آگاه می‌سازد. چارلی یک گنگستر است که از مدتها قبل رابطه عاشقانه‌ای با دانیلا داشته. با آشنایی فرانسوا با چارلی چالش‌ها و اتفاقات جدیدی در این مثلث عشقی به وجود می‌آید.

## بازیگران
- مونیکا بلوچی در نقش دانیلا
- برنار کومپون در نقش فرانسوا
- ژرار دوپاردیو در نقش چارلی
- سارا فورستیه در نقش موگه
- والری کارسنتی در نقش فرانسوا را همکار
- میکائل ابیبول در نقش فرانسوا را همکار
- میشل ویلرموز در نقش پزشک
- ادوارد بائر در نقش مرد ناراحت
- ژان دل در نقش گورستان مرد
- فریده رهواج در نقش همسایه